# Апанасенковский район
Апанасенко́вский район — территориальная единица в Ставропольском крае России. В границах района образован Апанасенковский муниципальный округ.
Административный центр — село Дивное.

## Физико-географическая характеристика
Район расположен на севере Ставропольского края, по реке Маныч проходит граница с республикой Калмыкия. Рельеф — равнинный, с высотами около 100 метров. Это — отроги Ставропольской возвышенности, ограничивающие Манычскую впадину. Озеро Маныч, где обитают уникальные птицы.
Апанасенковский район относится к числу наиболее засушливых районов Ставрополья, к так называемой зоне рискованного земледелия. Климат — резко континентальный. Летом, между второй половиной июля и первой половиной августа, температура колеблется в пределах +25 — +40 градусов. Зимой она понижается до минус 3-5 градусов мороза. Сильные холода редки, чаще не превышают 10-15 градусов мороза. Преобладают каштановые и светло-каштановые почвы.

## История
Район был образован в 1924 году из волостей и сёл Благодарненского уезда Ставропольской губернии и входил в Ставропольский округ Северо-Кавказского края. Административным центром стало село Дивное, давшее первоначальное наименование району — Дивенский.
17 апреля 1924 года из Виноделинского района в Дивенский был передан Киевский сельсовет (фактическая передача произошла 1 июля):19.
В начале 1925 года в Дивенском районе числились 8 сельсоветов: Воздвиженский, Вознесенский, Дивенский, Киевский, Кистинский, Макинский, Митрофановский и Рагулинский:270.
6 декабря 1928 года из Кистинского сельсовета в Дивенский сельсовет передан хутор Ново-Кистинский.
30 января 1931 года Дивенский район был упразднён (все сельсоветы переданы в Виноделинский район):22, а в январе 1935 года восстановлен как Митрофановский район, поскольку районным центром стало село Митрофановское. В том же году Митрофановское было переименовано в село Апанасенковское, а район — в Апанасенковский в честь героя Гражданской войны Иосифа Родионовича Апанасенко.
С введением в 1935 году новой сети районов Северо-Кавказского (с 1937 — Орджоникидзевского, с 1943 — Ставропольского) края Апанасенковский район подчинялся непосредственно Северо-Кавказскому крайисполкому.
26 февраля 1939 года центр района перенесён из Апанасенковского в село Дивное:17. Постановлением президиума Орджоникидзевского крайисполкома от 4 марта 1939 года в районе образованы новые сельсоветы.
Во время фашистской оккупации в районе было истреблено 660 человек.
17 января 1943 года Апанасенковский район освобождён от немецко-фашистских захватчиков.
15 мая 1944 года к Апанасенковскому району присоединены 4 сельсовета (Приютненский, Бислюртинский, Ульдючинский — I, Ульдючинский — II) и 1 поссовет (Тангин-Зянчинский) упразднённого Приютненского района. В 1957 году Приютненский район был восстановлен в связи с образованием Калмыцкой автономной области.
18 июня 1954 года Макинский сельсовет был упразднён и объединён с Кистинским сельсоветом.
1 февраля 1963 года вместо существующих районов Ставропольского края образованы 15 укрупнённых сельских районов: Александровский, Апанасенковский, Благодарненский, Воронцово-Александровский, Георгиевский, Изобильненский, Ипатовский, Кочубеевский, Красногвардейский, Курский, Левокумский, Минераловодский, Петровский, Прикумский и Шпаковский. Тогда же из Ипатовского района в Апанасенковский был передан сельсовет совхоза «Виноделенский». 18 декабря Виноделенский сельсовет возвращён в Ипатовский район:28.
12 января 1965 года Президиум Верховного Совета РСФСР постановил:

Арзгирский, Александровский, Апанасенковский, Благодарненский, Георгиевский, Изобильненский, Ипатовский, Кочубеевский, Красногвардейский, Курский, Левокумский, Минераловодский, Новоалександровский, Петровский, Прикумский, Советский и Шпаковский сельские районы края; Адыге-Хабльский, Зеленчукский, Карачаевский, Малокарачаевский, Прикубанский и Хабезский сельские районы Карачаево-Черкесской автономной области преобразовать в районы.
На 1 марта 1966 года в Апанасенковском районе числились 12 сельсоветов: Айгурский, Апанасенковский, Белокопанский, Возвдвиженский, Вознесеновский, Дербетовский, Дивенский, Киевский, Кистинский, Красноманычский, Малоджалгинский и Рагулинский:8.
В 1966 году Кистинский сельсовет переименован в Манычский, а административный центр сельсовета село Киста — в Манычское.
В 1971 году Красноманычский поссовет был присоединён к вновь образованному Туркменскому району.
На 1 января 1983 года район объединял территории 11 сельсоветов: Айгурского, Апанасенковского, Белокопанского, Возвдвиженского, Вознесеновского, Дербетовского, Дивенского, Киевского, Малоджалгинского, Манычского и Рагулинского:9.
16 марта 2020 года муниципальные образования Апанасенковского района были объединены Апанасенковский муниципальный округ.

## Население
| 1926    | 1959    | 1970    | 1979    | 1989    | 1990    | 1991    | 1992    | 1993    | 1994    | 1995    | 1996    |
| ------- | ------- | ------- | ------- | ------- | ------- | ------- | ------- | ------- | ------- | ------- | ------- |
| 37 095  | ↘32 288 | ↗41 260 | ↘35 038 | ↗35 687 | ↗36 005 | ↗36 329 | ↗36 831 | ↗37 151 | ↗37 259 | ↗37 265 | ↘37 103 |
| 1997    | 1998    | 1999    | 2000    | 2001    | 2002    | 2003    | 2004    | 2005    | 2006    | 2007    | 2008    |
| ↘36 864 | ↘36 782 | ↘36 637 | ↗36 696 | ↘36 451 | ↘36 038 | ↘35 998 | ↘35 748 | ↘35 437 | ↘35 170 | ↘34 852 | ↘34 487 |
| 2009    | 2010    | 2011    | 2012    | 2013    | 2014    | 2015    | 2016    | 2017    | 2018    | 2019    | 2020    |
| ↘34 302 | ↘33 074 | ↘32 989 | ↘32 562 | ↘32 082 | ↘31 477 | ↘31 252 | ↘31 014 | ↘30 820 | ↘30 758 | ↘30 496 | ↘29 996 |
| 2021    | 2023    | 2024    | 2025    |         |         |         |         |         |         |         |         |
| ↗30 011 | ↘29 621 | ↘29 279 | ↘28 763 |         |         |         |         |         |         |         |         |

Гендерный состав
По итогам переписи населения 2010 года проживали 15 743 мужчины (47,60 %) и 17 331 женщина (52,40 %).
Национальный состав
По итогам переписи населения 2010 года проживали следующие национальности (национальности менее 1 %, см. в сноске к строке «Другие»):
| Национальность | Численность | Процент |
| -------------- | ----------- | ------- |
| Русские        | 28 665      | 86,67   |
| Даргинцы       | 2024        | 6,12    |
| Белорусы       | 351         | 1,06    |
| Другие         | 2034        | 6,15    |
| Итого          | 33 074      | 100,00  |

По итогам переписи населения 2020 года проживали следующие национальности (национальности менее 1 % и другое, см. в сноске к строке «Другие»):
| Национальность | Численность, чел. | Доля     |
| -------------- | ----------------- | -------- |
| Русские        | 26 095            | 86,95 %  |
| Даргинцы       | 2177              | 7,25 %   |
| Другие         | 1739              | 5,79 %   |
| Итого          | 30 011            | 100,00 % |

## Муниципально-территориальное устройство до 2020 года
С 2004 до марта 2020 года в Апанасенковский муниципальный район входило 11 муниципальных образований со статусом сельских поселений:
| №  | Сельское поселение     | Административный центр | Количество населённых пунктов | Население (чел.) | Площадь (км²) |
| -- | ---------------------- | ---------------------- | ----------------------------- | ---------------- | ------------- |
| 1  | Айгурский сельсовет    | посёлок Айгурский      | 3                             | ↘1212            | 227,19        |
| 2  | Дербетовский сельсовет | село Дербетовка        | 2                             | ↘1853            | 202,47        |
| 3  | село Апанасенковское   | село Апанасенковское   | 1                             | ↘1820            | 330,00        |
| 4  | село Белые Копани      | село Белые Копани      | 1                             | ↘593             | 100,35        |
| 5  | село Воздвиженское     | село Воздвиженское     | 1                             | ↘1930            | 365,63        |
| 6  | село Вознесеновское    | село Вознесеновское    | 1                             | ↘2285            | 399,86        |
| 7  | село Дивное            | село Дивное            | 1                             | ↘12 815          | 410,29        |
| 8  | село Киевка            | село Киевка            | 1                             | ↘1729            | 240,92        |
| 9  | село Малая Джалга      | село Малая Джалга      | 1                             | ↘1304            | 211,73        |
| 10 | село Манычское         | село Манычское         | 1                             | ↘2145            | 313,66        |
| 11 | село Рагули            | село Рагули            | 1                             | ↘2310            | 479,40        |

## Населённые пункты
Распределение населения района:
 Дивное  (45,56 %) Рагули (8,40 %) Вознесеновское  (7,53 %) Манычское (7,29 %) Воздвиженское  (6,69 %) Остальные (24,53 %)
В состав территории района и соответствующего муниципального округа входят 14 населённых пунктов:28.
| №  | Населённый пункт | Тип     | Население | Муниципальное образование |
| -- | ---------------- | ------- | --------- | ------------------------- |
| 1  | Айгурский        | посёлок | ↗800      | Айгурский сельсовет       |
| 2  | Апанасенковское  | село    | ↗1842     | село Апанасенковское      |
| 3  | Белые Копани     | село    | ↘593      | село Белые Копани         |
| 4  | Вишнёвый         | посёлок | ↘32       | Дербетовский сельсовет    |
| 5  | Водный           | посёлок | ↘300      | Айгурский сельсовет       |
| 6  | Воздвиженское    | село    | ↘1923     | село Воздвиженское        |
| 7  | Вознесеновское   | село    | ↘2166     | село Вознесеновское       |
| 8  | Дербетовка       | село    | ↗1844     | Дербетовский сельсовет    |
| 9  | Дивное           | село    | ↗13 104   | село Дивное               |
| 10 | Киевка           | село    | ↗1750     | село Киевка               |
| 11 | Малая Джалга     | село    | ↘1060     | село Малая Джалга         |
| 12 | Манычское        | село    | ↘2098     | село Манычское            |
| 13 | Рагули           | село    | ↗2417     | село Рагули               |
| 14 | Хлебный          | посёлок | ↘200      | Айгурский сельсовет       |

| № | Нормализованное название | Варианты названия                                                                                        | Тип              | Дата снятия с учёта | Примечания |
| - | ------------------------ | --- | ---------------- | ------------------- | --- |
| 1 | Брянск                   | Брянский                                                                                                 | населённый пункт | 31.12.1966          | |
| 2 | Вольный                  | | населённый пункт | 31.12.1961          | |
| 3 | Маки                     | | посёлок          | 31.12.1966          | Ныне — урочище к югу от центральной части Пролетарского водохранилища; юго-восточнее населённого пункта Манычское |
| 4 | Ферма колхоза Гвардеец   | Гигант, Отделение колхоза Гигант, животноводческая ферма колхоза им. Ворошилова, ферма колхоза им. Книга | отдельный двор   | 31.12.1963          | |
| 5 | Харитоновский            | Розенфельд, Розовка, Центральная усадьба совхоза № 20 «Айгурский», Айгурский                             | хутор            | 17.02.1967          | |

## Местное самоуправление
Главы района
- Бурыка Татьяна Ивановна. Дата назначения: 20.11.2007 г. Срок полномочий: 5 лет.[68]
- Ткаченко Владимир Николаевич. Дата назначения: 21.11.2016 г. Срок полномочий: 5 лет[69]
- 2022-2023 (врио) - Андрега Андрей Иванович[70]
- с 13 января 2023 года - Климов Денис Анатольевич[71]

Председатели совета района/округа
- Бурыка Татьяна Ивановна. Дата назначения: 20.11.2007 г.
- Русановский Валерий Валерьевич. Дата избрания: 23.11.2017 г. Срок полномочий: 5 лет[70].

## Средства массовой информации
- Газета «Приманычские степи»
- Газета «Вестник Апанасенковского района» — издание совета и администрации Апанасенковского района[72]

## Люди, связанные с районом
Звание Герой Советского Союза присвоено уроженцу села Киевка П. Т. Кашубе.
Звания Герой Социалистического Труда удостоены жители района: П. А. Баштовой, В. А. Мороз, И. Г. Красников, В. В. Фисенко, Я. Г. Шевченко.

## Охрана природы
- Государственный природный заказник краевого значения «Маныч-Гудило». Образован в декабре 2010 года[73]. Границы на карте